# داليا مصطفى
داليا مصطفى (12 أبريل 1980 -)، ممثلة مصرية.

## عن حياتها
عملت كفتاة إعلانات في بدايتها، ثم بدأت تاخذ الأدوار الصغيرة في الأعمال التلفزيونية وذلك بعام 1996 حتى 2000، حين أسند إليها دور في فيلم شورت وفانلة وكاب، وأثناء مشاركاتها الصغيرة في الأعمال الفنية كانت تدرس في «المعهد العالي للفنون المسرحية» إلى أن تخرجت منه بعد ذلك، وكانت بداية شهرتها في مسلسل أولاد الأكابر عام 2003 مع الفنان حسين فهمي.

### حياتها الخاصة
تزوجت من الفنان شريف سلامة، وانجبا سلمى، وسليم، وعمتها هي الممثلة ناهد رشدي.

## أعمالها

### المسلسلات
| - البيت الكبير :2019 - جراب حواء:2016 - الكبريت الأحمر (ج1، 2):2016-جيرمين - بعد البداية:2015 - سرايا عابدين (ج1):2014-نرجس - أنا عشقت:2014 - اسم مؤقت:2013-شجن - أشجار النار:2012-ناعسة - ورد وشوك:2012 - تلك الليلة:2011 - رحيل مع الشمس:2010-سراب - أكتوبر الآخر:2010-سمر - تاجر السعادة:2009-فوزية | - الرجل والطريق:2009 - دنيا:2007-دنيا - عيون و رماد:2007 - الجبل:2006 - التوبة:2005 - أنا وهؤلاء:2005-سندس - مصر الجديدة:2004-هدى شعراوي في مرحلة الصبا - أشرار وطيبين:2004 - حكايات بابا فرحان:2004 - البنات:2003-شاهندة - أولاد الأكابر:2003-حُسنة بخيت - العصيان (ج1، 2):2002، 2003-سلوى عبد ربه | - الخبيئة:2002 - أين ولدي:2002 - حلم ابن السبيل:2002-زوجة مراد - البر الغربي:2001 - النساء قادمون:2001-نور - خيال الظل:2000-يسرية - الحلم والألم:2000 - تدابير الدنيا:2000 - الليث بن سعد:1999 - درب ابن برقوق:1999 - القطار الأخير:1999 | - موال الحب والغضب:1999 - قضبان من الوهم:1998 - ألف ليلة وليلة: ذات الخال:1998-رامين - رد قلبي:1998-بهية - عباسية واحد:1997 - بحار الغربة:1997 - الأبطال (ج1):1996-زمزم - الدنيا و ما فيها - بيت الجمالية - يوم بيوم - فرط الرمان |

### الأفلام
- بنت مين في البلد:2010 - لم يعرض بعد
- طباخ الريس:2008- إنشراح
- علمنى الحب:2005- مديحة
- خلي الدماغ صاحي:2002- نعمة
- ليه خلتني أحبك:2000
- شورت وفانلة وكاب:2000- امينة
- كلام الليل:1999
- اضحك الصورة تطلع حلوة:1998- داليا خطيبة طارق
- هيام

### سهرة تليفزيونية
- عش العصفور:2001
- أن تكون هنا:1999
- الحب نصيب ... الجواز قسمة:1995هاله
- قيد المواليد
- الوجه والقناع
- بيانو

### أخرى
- فيلم قصير:كبير الحلم:2014
- رسوم متحركة:قصص النساء في القرآن:2013-السيدة مريم
- مسلسل إذاعي:قصة حبي:2010
- سيت كوم:دندوش بيأجر مفروش:2010- لم يعرض بعد
- سيت كوم:عبد الحميد أكاديمي:2005
- مسرحية:فى عز الظهر:2003
- مسرحية:دستور يا أسيادنا:1995
- مسلسل إذاعي:وغربت الشمس

## وصلات خارجية
- داليا مصطفى على موقع IMDb (الإنجليزية)
- داليا مصطفى على موقع الدهليز
- داليا مصطفى على موقع قاعدة بيانات الأفلام العربية